# Денисова Аліна Володимирівна
Денисова Аліна Володимирівна – український науковець, доктор юридичних наук, професор, завідувач кафедри адміністративного права та адміністративного процесу Одеського державного університету внутрішніх справ.

## Здобуття вищої освіти
У 2005 році закінчила Одеський національний університет ім. І.І. Мечникова і отримала повну вищу освіту «кваліфікація - юрист, спеціальність – правознавство».

## Трудова діяльність
Працює в Одеському державному університеті внутрішніх справ з 2005 року. Пройшла шлях від викладача до завідуючого кафедри адміністративного права та адміністративного процесу, на посаді завідуючого кафедри адміністративного права та адміністративного процесу факультету підготовки фахівців для підрозділів превентивної діяльності Одеського державного університету внутрішніх справ перебуває з серпня 2019 року.
На кафедрі викладає дисципліни: «Адміністративне право», «Фінансове право», «Сучасні аспекти адміністративного права», «Теоретичні та практичні питання адміністративного судочинства».

## Наукова діяльність
Активно займається науково-дослідницькою роботою та науково-практичною діяльністю. Має науковий ступінь доктора юридичних наук, вчене звання професора.
Є експертом у складі експертної ради Міністерства освіти і науки України з питань атестації наукових кадрів з правових наук, є членом Спеціалізованої вченої ради Одеського державного університету внутрішніх справ.
Постійно бере участь у разових спеціалізованих вчених радах Одеського державного університету внутрішніх справ.
Є членом редакційної колегії наукового фахового видання України категорії «Б» у галузі юридичних наук «Південноукраїнський правничий часопис», «Юридичний бюлетень», та «Морська безпека та оборона».
Член підгрупи Міністерства внутрішніх справ України з розробки проєкту Закону України «Про організаційно-правові засади формування безпекового середовища в Україні» (доручення МВС України № 219 від 5 квітня 2023 року).
Є членом Вченої Ради Одеського державного університету внутрішніх справ та членом науково-методичної ради Одеського державного університету внутрішніх справ.
Є членом ГО «Союз юристів України» та Міжнародної поліцейської асоціації української секції.
Постійно бере участь у роботі організаційних комітетів журі Всеукраїнських олімпіад.

### Коло наукових інтересів
Контрольно-наглядова діяльність органів виконавчої влади, організаційно-правові засади запобігання корупції в Україні.

### Підвищення кваліфікації та тренінги
У 2019 році пройшла науково-педагогічне підвищення кваліфікації в Одеському національному університеті імені І.І. Мечникова свідоцтво про підвищення кваліфікації за фахом: «Психологія та педагогіка вищої школи» № 12 СС 063848.
У липні 2019 року пройшла міжнародне стажування Centre for European Reforms Studies (Grand Duchy of Luxemburg. a.s.b.l.), у грудні 2019 року успішно склала іспит із знання англійської мови та отримала Certificate of attainment in modern languages на рівні B2.
У 2021 році пройшла науково-педагогічне підвищення кваліфікації в Одеському державному університеті внутрішніх справ, свідоцтво про підвищення кваліфікації за напрямом адміністративно-правового циклу, реєстраційний номер 8509/21.
Сертифікований тренер «З питань протидії та попередження домашнього насильства» та має сертифікат медіатора.

### Державні нагороди та відомчі відзнаки
- Нагрудний знак «Відзнака Південного регіонального управління Державної прикордонної служби України від 8 серпня 2022 року.
- Нагрудний знак МВС «за безпеку народу» від 25 травня 2023 року.